# Quận Bamberg, South Carolina
Quận Bamberg là một quận trong tiểu bang South Carolina. Năm 2000, dân số quận là 16.658 người; năm 2005 dân số ước tính là 15.880 người. Quận lỵ đóng ở thành phố Bamberg.6

## Địa lý
Theo Cục điều tra dân số Hoa Kỳ, quận có tổng diện tích 395 dặm Anh vuông (1.024 km²), trong đó, 393 dặm Anh vuông (1.019 km²) là diện tích đất và 2 dặm Anh vuông (6 km²) trong tổng diện tích (0.56%) là diện tích mặt nước.

### Quận giáp ranh
- Quận Orangeburg, South Carolina - Bắc
- Quận Dorchester, South Carolina - Đông
- Quận Colleton, South Carolina - Đông nam
- Quận Hampton, South Carolina - Nam
- Quận Allendale, South Carolina - Tây nam
- Quận Barnwell, South Carolina - Tây

## Thông tin nhân khẩu
Theo cuộc điều tra dân số2 tiến hành năm 2000, quận này có dân số 16,658 người, 6,123 hộ, và 4,255 gia đình sinh sống trong quận này. Mật độ dân số là 42 người trên mỗi dặm Anh vuông (16/km²). Đã có 7,130 đơn vị nhà ở với một mật độ bình quân là 18 trên mỗi dặm Anh vuông (7/km²).  Cơ cấu chủng tộc của dân cư sinh sống tại quận này gồm 36.47% người da trắng, 62.50% người da đen hoặc người Mỹ gốc Phi, 0.16% người thổ dân châu Mỹ, 0.19% người gốc châu Á, 0.01% người các đảo Thái Bình Dương, 0.14% từ các chủng tộc khác, và 0.53% từ hai hay nhiều chủng tộc.  0.71% dân số là người Hispanic hoặc người Latin thuộc bất cứ chủng tộc nào.
Có 6,123 hộ trong đó có 31.10% có con cái dưới tuổi 18 sống chung với họ, 43.60% là những cặp kết hôn sinh sống với nhau, 21.30% có một chủ hộ là nữ không có chồng sống cùng, và 30.50% là không gia đình. 27.80% trong tất cả các hộ gồm các cá nhân và 11.60% có người sinh sống một mình và có độ tuổi 65 tuổi hay già hơn.  Quy mô trung bình của hộ là 2.55 còn quy mô trung bình của gia đình là 3.10.
In the county, the population was spread out with 25.40% dưới độ tuổi 18, 12.90% từ 18 đến 24, 24.60% từ 25 đến 44, 23.20% từ 45 đến 64, và 13.90% người có độ tuổi 65 tuổi hay già hơn.  Độ tuổi trung bình là 35 tuổi. Cứ mỗi 100 nữ giới thì có 88.70 nam giới. Cứ mỗi 100 nữ giới có độ tuổi 18 và lớn hơn thì, có 84.00 nam giới.
Thu nhập bình quân của một hộ ở quận này là $24,007, và thu nhập bình quân của một gia đình ở quận này là $29,360. Nam giới có thu nhập bình quân $25,524 so với mức thu nhập $19,191 đối với nữ giới. Thu nhập bình quân đầu người của quận là $12,584. Khoảng 23.90% gia đình và 27.80% dân số sống dưới ngưỡng nghèo, bao gồm 35.00% những người có độ tuổi 18 và 25.80% là những người 65 tuổi hoặc già hơn.

## Thành phố và thị trấn
- Bamberg
- Denmark
- Ehrhardt
- Govan
- Olar